# Lucille Bremer
Lucille Bremer (* 21. Februar 1917 in Amsterdam, New York; † 16. April 1996 in La Jolla, Kalifornien) war eine US-amerikanische Schauspielerin.

## Leben
Lucille Bremer trat seit früher Jugend als Tänzerin auf, im Alter von nur 16 Jahren stand sie bereits in der Radio City Music Hall in New York City als Tänzerin auf der Bühne. Arthur Freed, der Musicalproduzent von Metro-Goldwyn-Mayer (MGM), entdeckte Bremer Anfang der 1940er-Jahre und zeigte sich von ihren tänzerischen Fähigkeiten sowie ihrer rothaarigen Schönheit beeindruckt. Er besorgte ihr einen Studiovertrag bei MGM, von dem Studio erhielt sie anschließend intensiven Gesangs-, Schauspiel- und Tanzunterricht. 1944 erhielt sie ihre erste große Filmrolle als elegante ältere Schwester von Judy Garlands Hauptfigur in dem Musicalfilm Meet Me in St. Louis. Der von Vincente Minnelli inszenierte Technicolor-Film wurde zu einem künstlerischen wie kommerziellen Erfolg, auch Bremer erhielt für ihren Auftritt gute Besprechungen.
Nachdem Bremer durch Meet Me in St. Louis erstmals einem breiteren Publikum bekannt geworden war, planten Freed und MGM-Boss Louis B. Mayer, sie mit dem Film Yolanda und der Dieb (1945) zu einem großen Star aufbauen. In dem aufwendig produzierten Filmmusical verkörperte sie neben Fred Astaire die weibliche Hauptrolle der lateinamerikanischen Thronerbin Yolanda. Nach Meet Me in St. Louis stand sie hier ein zweites Mal unter Regie von Minnelli; doch Yolanda und der Dieb wurde an den Kinokassen ein herber Misserfolg. Bremers tänzerische Fähigkeiten waren unbestritten, aber sie wirkte nach Ansicht einiger Kritiker etwas zu unnahbar, um ein Filmstar mit großer Fangemeinde werden zu können.
MGM ließ Bremer anschließend weitgehend fallen, sie wurde für ihre letzten Filme – mehrheitlich B-Movies – an andere Filmstudios ausgeliehen. Schauspielerisches Talent bewies sie in ihrer Nebenrolle als materialistische Frau eines reichen, älteren Mannes in dem Film noir Ohne Erbarmen von Edgar G. Ulmer. Ihre erste dramatische Hauptrolle außerhalb eines Musicals erhielt Bremer erst 1948: Unter der Regie von Budd Boetticher und an der Seite von Richard Carlson im Film noir Hinter verschlossenen Türen, dieser Film wurde jedoch zugleich ihr letzter.
Enttäuscht von ihrer Karriere, zog sich Bremer bereits 1948 aus dem Filmgeschäft ins Privatleben zurück. Im selben Jahr heiratete sie den Sohn des früheren mexikanischen Präsidenten Abelardo L. Rodríguez, das Ehepaar bekam vier Kinder. Nach ihrer Scheidung im Jahr 1963 eröffnete Bremer eine erfolgreiche Kleiderboutique im kalifornischen La Jolla, wo sie auch 1996 im Alter von 79 Jahren an einem Herzinfarkt starb.

## Filmografie
- 1942: Penny Arcade (Kurzfilm)
- 1944: This Love of Mine (Kurzfilm)
- 1944: Meet Me in St. Louis
- 1945: Broadway Melodie 1950 (Ziegfeld Follies)
- 1945: Yolanda und der Dieb (Yolanda and the Thief)
- 1946: Bis die Wolken vorüberzieh’n (Till the Clouds Roll By)
- 1947: Dark Delusion
- 1948: Abenteuer auf Sizilien (Adventures of Casanova)
- 1948: Ohne Erbarmen (Ruthless)
- 1948: Hinter verschlossenen Türen (Behind Locked Doors)